# هيروو كاواي
هيروو كاواي (باليابانية: 河井博大؛ بالكانا: かわい ひろお) هو لاعب غولف ياباني، ولد في 13 نوفمبر 1971 في هيروشيما في اليابان.

## وصلات خارجية
- هيروو كاواي على موقع رابطة اليابان للاعبي الغولف المحترفين (الإنجليزية)
- هيروو كاواي على موقع التصنيف العالمي الرسمي للغولف (الإنجليزية)